# 配線圖
配線圖（Wiring Diagram）或接線圖，在電氣設備和系統的設計中起著至關重要的作用。此圖顯示了電路的接線和連接方式，可作為工程師和技術人員正確接線的指南。 

## 配線圖的组成要素
配線圖包括以下组件：
1. 電源和負載：這些是指示電路起點和終點以及明確電流流動方向的重要部分。
2. 線路和連接點：顯示線路的佈線方式和連接位置。這使得不同組件和設備之間能夠傳輸訊號和電力。
3. 零件和組件：顯示電路中每個零件的位置，例如電阻器、電容器、開關、馬達等。

## 配線圖的類型
配線圖有多種類型，但最常見的類型如下：
1. 原理圖：整體電路結構的簡化圖，基本上顯示接線路線和連接點。
2. 詳細圖紙：詳細顯示每個零件或組件的位置和接線的圖紙，提供實際工作所需的具體資訊。

## 配線圖的重要性
配線圖的準確性直接關係到電氣設備和系統的安全和效率。錯誤的接線或連接可能會導致系統不穩定或故障。此外，準確的接線圖可以實現快速有效的維護和維修。 

## 外部連結
- Electrical, Pneumatic, Hydraulic and Electronic Symbols  An open-source collection of electrical, pneumatic, hydraulic and electronic symbols.